# Калчево
Ка́лчево (болг. Калчево) — село в Ямбольській області Болгарії. Входить до складу общини Тунджа.

## Населення
За даними перепису населення 2011 року у селі проживали 514 осіб.
Національний склад населення села:
| Національність   | Кількість осіб | Відсоток |
| ---------------- | -------------- | -------- |
| болгари          | 435            | 96,0 %   |
| цигани           | 12             | 2,6 %    |
| турки            | 0              | 0 %      |
| інша             | 6              | 1,3 %    |
| не визначились   | 0              | 0 %      |
| Всього відповіли | 453            |          |

Розподіл населення за віком у 2011 році:
Динаміка населення:

## Відомі уродженці
- Петар Киров — борець греко-римського стилю, триразовий чемпіон світу, чотириразовий чемпіон, срібний та разовий бронзовий призер чемпіонатів Європи, дворазовий чемпіон Олімпійських ігор.